# Марина Севера
Марина Севера (*Marina Severa, д/н — †після 375) — дружина римського імператора Валентиніана I.

## Життєпис
Про її родину та батьків немає відомостей. Походила з провінції Паннонія. Народилася приблизно у 340-х роках. Ймовірно, родина Севери була у дружніх зв'язках з родиною Валентиніана, майбутнього імператора, який також народився у Паннонії. Їхній шлюб укладено приблизно 358 року. У 359 році Марина народила сина Граціана.
У 364 році зі здобуттям чоловіком Севери імператорського трону не отримала титулу Августи. У 367 році супроводжувала чоловіка до Галлії. У 370 році вони розлучилися. За більш надійною версією, причиною розлучення стала закоханість Валентиніана в Юстину (що стала згодом другою дружиною), а причиною розірвання шлюбу стало те, що Марина Севера була викрита у зловживаннях — тиском змусила за безцінь продати собі маєток.
Після розлучення Марина вимушена була залишити імператорський двір. Лише після приходу в 375 році до влади її сина Граціана Марину було повернуто до двору. Про подальшу долю Севери невідомо. Похована у Константинополі, у соборі Святих Апостолів.